# Сенто
Сенто (фр. Cintheaux) је насеље и општина у северној Француској у региону Доња Нормандија, у департману Калвадос која припада префектури Кан.
По подацима из 2011. године у општини је живело 190 становника, а густина насељености је износила 25,07 становника/km². Општина се простире на површини од 7,58 km². Налази се на средњој надморској висини од 118 метара (максималној 122 m, а минималној 69 m).

## Демографија
| 1962. | 1968. | 1975. | 1982. | 1990. | 1999. | 2011. |
| ----- | ----- | ----- | ----- | ----- | ----- | ----- |
| 154   | 172   | 159   | 161   | 172   | 180   | 190   |

График промене броја становника у току последњих година